# Галерея «Zapiecek»

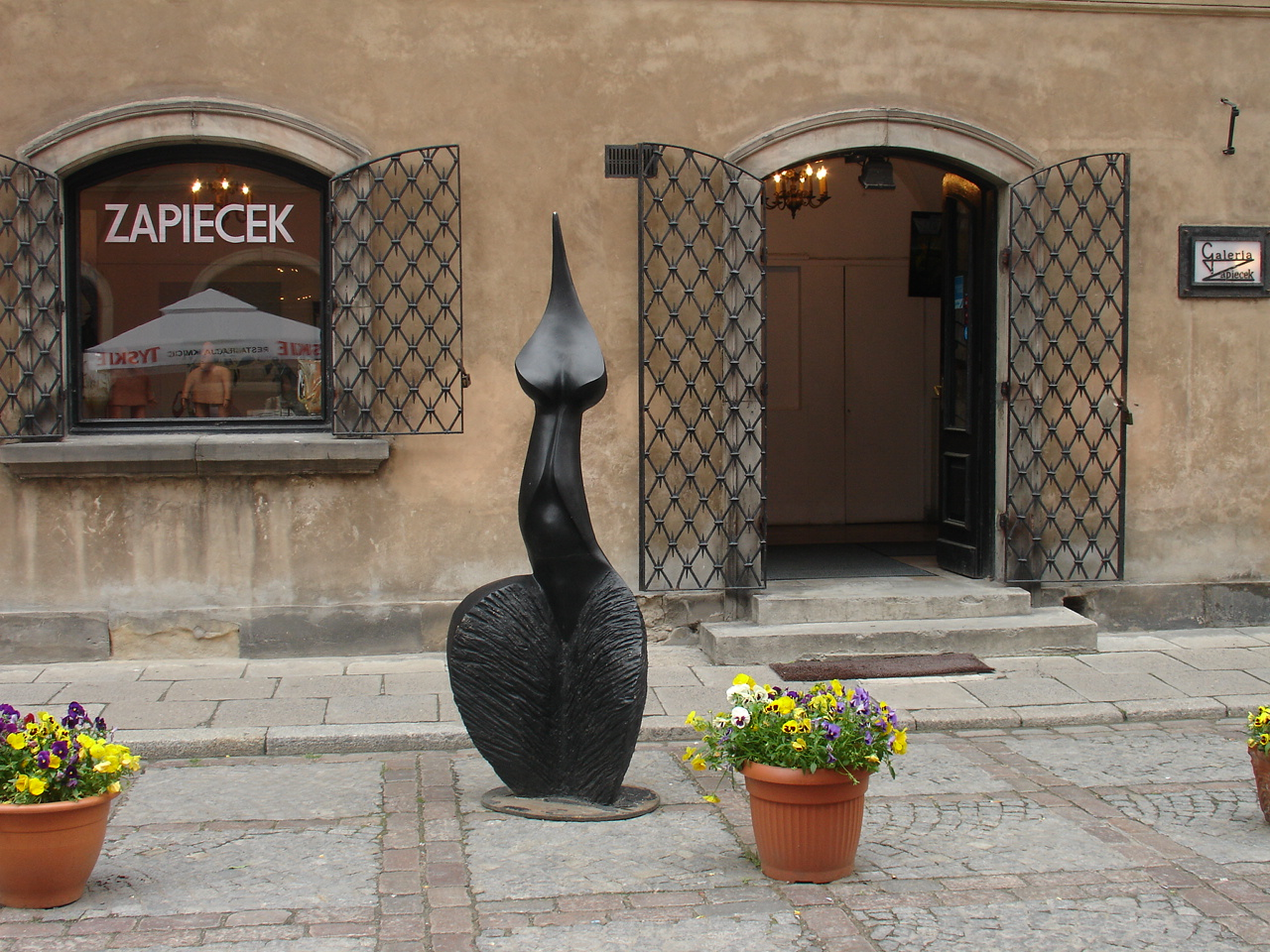
Вхід до Галереї «Zapiecek»

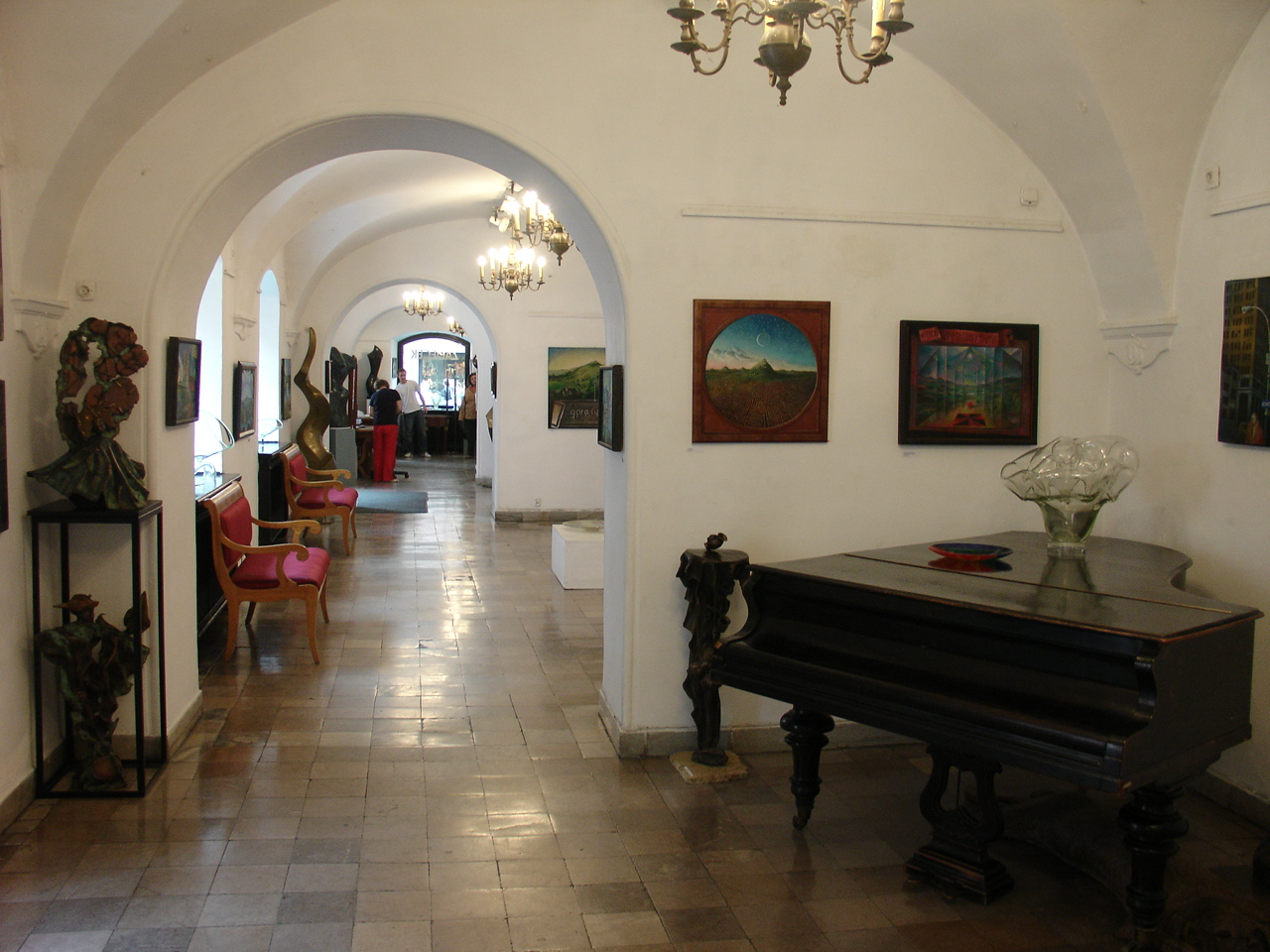
Інтер'єр «Zapiecek»

Галерея «Zapiecek» — галерея мистецтв, що знаходиться на невеликій площі Zapiecek в Старому місті Варшави. Заснована в 1972 році компанією Desa. Вона була першою галереєю в Польщі, спрямованою на заохочення і продаж картин сучасного мистецтва. У 1991 році перетворилася з державного підприємства в Товариство Обмеженої Відповідальності (ТОВ). У галереї мистецтв представлені картини, гравюри, скульптури, тканини, ювелірні вироби, а також скло.
У вересні 1972 року галереєю очолила Мирослава Аренс. Завдяки її зусиллям, виставки в галереї почали зосереджуватися на картинах видатних польських художників, у тому числі Генрі Стажевського (геометричні абстракції) і Тадеуша Бжозовського (абстракції інформалізмівського типу). За високу якість виставок Zapiecek двічі отримував нагороду C. Норвіда — за експозицію Яна Тарасіна і Статиса Еідрівіціуса. Обидві виставки за ініціативи Галереї «Zapiecek», були представлені далеко за межами своєї країни, а саме в Лондоні.